# 1281 Jeanne
1281 Jeanne este un asteroid din centura principală, descoperit pe 25 august 1933, de Sylvain Arend.